# Olympia Theatre, Dublin
Olympia Theatre är en teater i Dublin i Irland. 
Olympia Theatre ligger på Dame Street i centrala Dublin. Majoriteten av tillställningarna är musikaler. Många artister har också spelat där, bland andra Adele, Elvis Costello, R.E.M., Erasure, Tori Amos, Tom Waits, Kaiser Chiefs, Billy Connolly och Måns Zelmerlöw.
Teatern öppnades under namnet "The Star of Erin" 1879, men bytte namn till "Dan Lowerys Music Hall" år 1881. Dagens namn "Olympia Theatre", fick den år 1923.